# Carla Sozzani
Pour les articles homonymes, voir Carla.
Ne pas confondre avec sa sœur Franca Sozzani
Carla Sozzani est une galeriste italienne, née le 29 juin 1947 à Mantoue en Lombardie. Elle commence sa carrière vers 21 ans en fondant de la Galleria Carla Sozzani puis créée le concept store 10 Corso Como, lieu de mode et de culture à Milan. En parallèle dans la presse, elle prend la responsabilité des éditions spéciales du Vogue italien et collabore au lancement du magazine Elle dans ce pays. Carla Sozzani est la tante du photographe Francesco Carrozzini (en), et la sœur de Franca Sozzani, longtemps rédactrice en chef du Vogue Italia. Durant des années, elles forment à elles deux un duo très influent pour la mode italienne.

## Biographie
Née le 29 juin 1947 à Mantoue en Lombardie d'un père ingénieur et architecte, elle a 9 ans quand sa famille s'installe à Milan. Toute jeune, elle réalise avec sa sœur un « petit journal » fait de coupures de presse, Carla Sozzani est diplômée de l'Université Bocconi de Milan. Durant ses études à la fin des années 1960 puis durant les années 1970, elle travaille comme rédactrice pour plusieurs magazines de mode italiens, dont Vogue Bambini. La décennie suivante, elle est éditrice en chef de Vogue Italia pour des numéros spéciaux. Durant sa carrière de journaliste, elle travaille avec de nombreux photographes et artistes reconnus, comme Sarah Moon, Herb Ritts, Bruce Weber, Paolo Roversi, Robert Mapplethorpe ou Deborah Turbeville. En 1986, elle quitte Vogue Italia et devient la correspondante du Vogue américain en Italie. L'année suivante, elle lance l'édition italienne du magazine Elle où elle collabore avec les photographes Steven Meisel, Nick Knight, Peter Lindbergh, Juergen Teller, et des illustrateurs. Elle n'y restera que quelques mois. Elle rencontre l'artiste américain Kris Ruhs (en) en 1989, avec qui elle partagera sa vie privée et son travail. Précurseur dans le domaine des concept stores, elle fonde sa Galerie d'art contemporain, la Galleria Carla Sozzani en 1990 au 10 Corso Como à Milan. Sa première exposition est consacrée à Louise Dahl-Wolfe,. Elle est l'auteure de plusieurs publications, dont des livres sur Pierre Cardin ou Rudi Gernreich, et plusieurs catalogues d'exposition de photographie, étant elle-même une grande collectionneuse de photo,. Elle publie en 2001 chez Steidl le livre Talking to Myself avec Yohji Yamamoto. Elle est également commissaire d'exposition, à la Maison européenne de la photographie. Carla Sozzani est, au cours de sa carrière, responsables de plus de 250 expositions de photographies, mode, et design, où elle montre le travail de nombreux artistes tels que Man Ray, Annie Leibovitz, Helmut Newton, David LaChapelle, Jean Prouvé, Marc Newson, Shiro Kuramata, Paco Rabanne, Zandra Rhodes, Loretta Lux ou Robert Polidori.
Aux environs des années 2000, Carla Sozzani commence une collaboration professionnelle avec son vieil ami Azzedine Alaïa, qui la cite comme « la femme la plus intéressante d'Italie » : elle l'assiste lors du rachat de sa maison de couture par l’entreprise italienne Prada, puis quelques années après lors du rachat par le groupe suisse Richemont. Ils deviennent inséparables. À la mort du couturier, elle prend la tête de la Fondation Azzedine Alaïa. Par la suite, elle collabore avec Fritz Hansen sur le designer danois Arne Jacobsen et sa chaise 3107.

### 10 Corso Como
10 Corso Como est un concept store, un « colette à la milanaise » commercialisant des produits haut de gamme, principalement de mode et design. Celui-ci est fondé par Carla Sozzani il y a plus d'une vingtaine d'années, autour d'une galerie d'art en premier lieu, et est présent dans trois villes au monde. Carla Sozzani y propose des articles divers comme des vêtements, sacs, bijoux, livres, accessoires, objets de design et objets pour la maison, ainsi que sa propre marque No Name Studio.

#### Historique
Carla Sozzani, qualifiée de « précurseur des concept stores »,, aménage dans un ancien garage situé sur l'avenue piétonne Corso Como (it) d'autres espaces, dont le 10 Corso Como. Sont développés, au début des années 1990, en dessous de la galerie de Carla Sozzani, une boutique de mode et de design, un café-restaurant avec des jardins, un hôtel « Bed and Breakfast », le 3Rooms,, similaire à celui qu'elle ouvre pour le compte du couturier Azzedine Alaïa dans le Marais ; la librairie existante est étendue, de la musique y est également vendue.
Carla Sozzani ouvre 10 Corso Como - Comme des Garçons à Tokyo en 2002, en association avec Rei Kawakubo la fondatrice japonaise de la marque Comme des Garçons. Six ans plus tard, elle s'associe cette fois avec le groupe Samsung pour ouvrir 10 Corso Como à Séoul, un ensemble de trois boutiques combinant mode, art, design, réalisé par Kris Ruhs. En 2012, 10 Corso Como ouvre un second emplacement à Séoul, également réalisé par Kris Ruhs. Puis c'est l'ouverture à Shanghai en 2013 en association avec le groupe de mode chinois Trendy International Group suivi de Pékin.